# Aconit de Corse
Sous-espèce
Classification phylogénétique
Statut de conservation UICN

 VU  : Vulnérable
L'aconit de Corse (Aconitum napellus subsp. corsicum) est une sous-espèce de plantes à fleurs de la famille des Ranunculaceae endémique de Corse.
Cette sous-espèce est caractérisée par son inflorescence simple, pyramidale, à grandes fleurs, à casque plus ou moins triangulaire.
C'est une plante extrêmement toxique, pouvant facilement entraîner la mort.

## Statut de protection
Cette sous-espèce est inscrite sur la liste des espèces végétales protégées sur l'ensemble du territoire français métropolitain en Annexe I, sous le nom scientifique synonyme de Aconitum corsicum Gáyer. Elle est également inscrite sur la liste des espèces végétales protégées en Corse, sous son nom scientifique actuel.

## Synonyme
- Aconitum corsicum Gáyer